# Fifty (série de televisão)
Fifty (título original: חמישים) é uma série de televisão israelense de 2019, criada e escrita por Yael Hedaya e dirigida por Daphna Levine. É estrelada por Ilanit Ben-Yaako, Dudu Elharar, Guy Arieli, Ofri Prishkolnik, com participação de Guri Alfi. A série foi exibida no canal Yes e é distribuída internacionalmente pela Endemol Shine de Israel.

## Enredo
Fifty é uma série de oito episódios que conta a história da roteirista viúva Alona Nachmias, interpretada por Ilanit Ben-Yaakov, que luta para criar seus três filhos; Carmel de 22 anos, Yali de 17 anos e Shira de 11 anos. Alona tem duas metas importantes a atingir antes de completar 50 anos. Em primeiro lugar, assinar um contrato de desenvolvimento para uma série de comédia que ela deseja escrever sobre mulheres de 50 anos. Em segundo lugar, fazer sexo. No final, ela consegue um desses objetivos.

## Elenco
- Ilanit Ben-Yaakov	...	 Alona Nahmias
- Hila Abramovitch	...	 Carmel Nahmias
- Yonatan Wachs	...	 Yahli Nahmias
- Alma Brown	...	 Shira Nahmias
- Ofry Prishkolnik	...	 Tamar

## Prêmios e indicações
Fifty foi indicada como melhor série de comédia no Emmy Internacional 2020.